# برينز بيس
برينز بيس (بالإنجليزية: Brain's Base)‏ (باليابانية: ブレインズ･ベース) هو إستديو أنميشن ياباني أُنشئ عام 1996 بواسطة موظفين سابقين في إستديو توكيو موفي شينشا.

## أعمال الاستوديو

### المسلسلات
- بلاستر (2003 بالتعاون مع آكتيس)
- الزهرة البريئة (2006)
- كاميتشو! (2005)
- باكانو! (2007)
- كوريناي (2008)
- ناتسومي وكتاب الأصدقاء (2008)
- تابل وذئب (2009)
- دورارارا!! (2010)
- أميرة القناديل (2010)
- أمنسيا (2013)
- صراع الإخوة (2013)
- كوميديا رومانسية شبابي خاطئة كما توقعت. (2013)
- أصدقاء لأسبوع واحد (2014) [1]
- ضوضاء مجهولة (2017) [2]
- إلى أبدك (2021)

### أوفا
- كيمي غا نوزومو آين (2007–2008)
- فصل الاغتيال (2013) [3]
- كوميديا رومانسية شبابي خاطئة كما توقعت. (2013)
- ناتسومي وكتاب الأصدقاء (2014) [4]

### أفلام
- في غابة اليراعات المضيئة (2011)

## وصلات خارجية
- برينز بيس على موقع ANN company (الإنجليزية)
- الموقع الرسمي (باليابانية)
- 1396 في شبكة أخبار الأنمي